# Pucolana
Pucolana (wł. pozzolana) – ceramiczny materiał budowlany, stosowany jako wypełniacz w zaprawach hydraulicznych. Pucolana jest pyłem lub bardzo drobnym popiołem, niegdyś pochodzenia wulkanicznego, dzisiaj także odzyskiwanym ze spalin wielkich kotłowni. Jej głównym składnikiem jest czysta krzemionka w postaci bardzo drobnych zaokrąglonych ziaren. Jej ważną cechą jest zdolność do wiązania wapna także pod wodą. Obecnie jest stosowana jako dodatek do zapraw betonowych zwiększający ich wodoodporność.